# Tanked
Tanked is een Amerikaans televisieprogramma dat uitgezonden werd door Animal Planet. De presentatie van het programma was in handen van destijds zwagers Wayde King en Brett Raymer. De serie draaide om hun bedrijf Acrylic Tank Manufacturing.
Sinds juni 2012 werden de afleveringen heruitgebracht onder de naam Tanked: Unfiltered en werden de afleveringen voorzien van aanvullende tekst commentaar van de medewerkers.

## Format
In het programma werden de activiteiten van de in Las Vegas gevestigde aquariumfabrikant Acrylic Tank Manufacturing van de zwagers Wayde King en Brett Raymer gevolgd. Zij maken exclusieve aquariums op maat, waaronder ook voor bekende namen als David Hasselhoff, Chris Jericho, KISS en Betty White.
De aquariums die gemaakt werden, waren geen standaard aquariums maar waren over de top zoals bijvoorbeeld een aquarium in een auto, een pianovleugel en in een geldautomaat. In ieder aflevering staat de productie en plaatsing van twee aquariums centraal, het proces wordt gevolgd vanaf de eerste ontmoeting met de klant en het maken van schetsen tot aan het maken en plaatsen van de aquaria.
Naast King en Raymer stonden ook medewerkers Heather King, Irwin Raymer, Robert Christlieb en Agnes Wilczynski centraal.

## Rolverdeling
De functie en opmerkingen die hieronder in de tabel beschreven worden zijn gerelateerd aan de personen tijdens de periode van het uitzenden van het programma.
| Naam              | Functie in bedrijf | Opmerking                                      |
| ----------------- | ------------------ | ---------------------------------------------- |
| Wayde King        | mede-eigenaar      | getrouwd met Heather                           |
| Brett Raymer      | mede-eigenaar      |                                                |
| Heather King      | accountant         | zus van Brett Raymer, getrouwd met Wayde       |
| Irwin Raymer      | officemanager      | vader van Brett Raymer en Heather King         |
| Robert Christlieb | winkelmanager      | in de serie vaak genoemd als Robbie of Redneck |
| Agnes Wilczynski  | verkoopcoördinator |                                                |

## Seizoensoverzicht
Hieronder een seizoensoverzicht wat gerelateerd is aan de programmering in Amerika.
| Seizoen  | Aantal afleveringen | Start seizoen     | Einde seizoen     |
| -------- | ------------------- | ----------------- | ----------------- |
| 1        | 6                   | 7 augustus 2011   | 16 september 2011 |
| 2        | 8                   | 14 april 2012     | 9 juni 2012       |
| 3        | 7                   | 11 augustus 2012  | 17 november 2012  |
| 4        | 11                  | 22 maart 2013     | 7 juni 2013       |
| 5        | 6                   | 2 augustus 2013   | 13 september 2013 |
| 6        | 6                   | 1 november 2013   | 12 december 2013  |
| 7        | 11                  | 7 maart 2014      | 16 mei 2014       |
| 8        | 14                  | 19 september 2014 | 16 januari 2015   |
| 9        | 16                  | 29 mei 2015       | 1 januari 2016    |
| 10       | 10                  | 16 april 2016     | 1 juli 2016       |
| 11       | 9                   | 23 september 2016 | 18 november 2016  |
| Specials | 8                   | 9 december 2016   | 10 maart 2017     |
| 12       | 10                  | 21 april 2017     | 30 juni 2017      |
| 13       | 10                  | 6 oktober 2017    | 15 december 2017  |
| 14       | 11                  | 31 maart 2018     | 8 juni 2018       |
| 15       | 10                  | 2 november 2018   | 28 december 2018  |

## Achtergrond
Het eerste seizoen van het programma ging op zondag 7 augustus 2011 van start op de Amerikaanse zender Animal Planet en bestond uit zes afleveringen. Wegens goede reacties op het programma werd al snel een tweede seizoen aangekondigd, dat verscheen in april 2012. Nadat de eerste twee seizoenen uitgezonden waren, werd het programma sinds juni 2012 heruitgebracht onder de naam Tanked: Unfilterd en werden de uitgezonden afleveringen voorzien met aanvullend tekst commentaar van de medewerkers waaronder Wayde King en Brett Raymer.
Hierna volgden meerdere seizoenen en acht specials van het programma, totdat televisiezender Animal Planet in maart 2019 aankondigde na vijftien seizoenen te stoppen met het programma.